# Гулгула
Гулгула (груз. გულგულა) — село в Грузії.
За даними перепису населення 2014 року в селі проживає 1108 осіб.